# Håknäs, Norrtälje kommun
Håknäs är en bebyggelse på södra delen av Vätö i Vätö socken i Norrtälje kommun. Från 2015 avgränsar SCB här en småort.